# Pomaderris tropica
Pomaderris tropica är en brakvedsväxtart som beskrevs av N. A. Wakefield. Pomaderris tropica ingår i släktet Pomaderris och familjen brakvedsväxter. Inga underarter finns listade i Catalogue of Life.